# Nepal Peak
Nepal Peak je hora vysoká 7 177 m n. m. v pohoří Himálaj na hranicích mezi Nepálem a Indií.

## Charakteristika
Vrchol se nachází 8,91 km severně od osmitisícové hory Kančendženga. Je to vedlejší vrchol hory Kirat Čuli, která je vzdálená 1,61 km směrem na severovýchod. Mezi vrcholy je sedlo vysoké asi 7 000 m. Směrem na jih hřeben klesá do průsmyku ve výšce 6 194 m a opět stoupá k 7 350 m vysokému vrcholu Gimmigela Čuli.

## Prvovýstup
Na vrchol byl proveden prvovýstup 24. května 1930 v rámci německo-rakouské expedice Erwina Schneidera.